# Charyton (herb szlachecki)
Charyton (Charytan, Charytonowicz, Charytanowicz) – polski herb szlachecki, pochodzenia greckiego.

Herb

## Opis herbu
W polu czerwonym, złoty monogram z liter И i E. W klejnocie pięć piór strusich.

## Najwcześniejsze wzmianki
Herb pochodzenia greckiego, w Polsce od ok. 1416.

## Herbowni
Charyton, Charytonowicz, Charytanowicz, Chludziński, Chłopicki, Obryński, Obrzyński